# Okręg północny Kościoła Zielonoświątkowego w RP

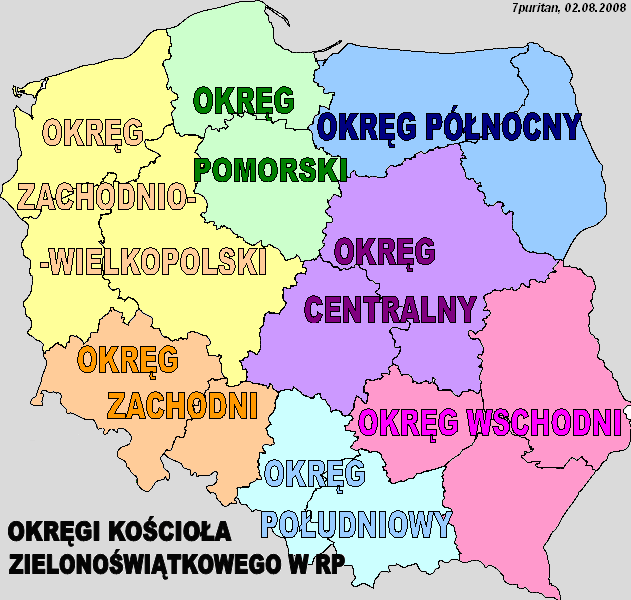
Okręgi Kościoła Zielonoświątkowego w RP

Okręg północny – jeden z siedmiu okręgów Kościoła Zielonoświątkowego w RP, obejmujący województwa: podlaskie i warmińsko-mazurskie. Okręg został utworzony na synodzie w 2000 roku. Okręg liczy 25 zborów. Prezbiterem okręgowym okręgu północnego jest pastor Krzysztof Hawrus.

## Zbory

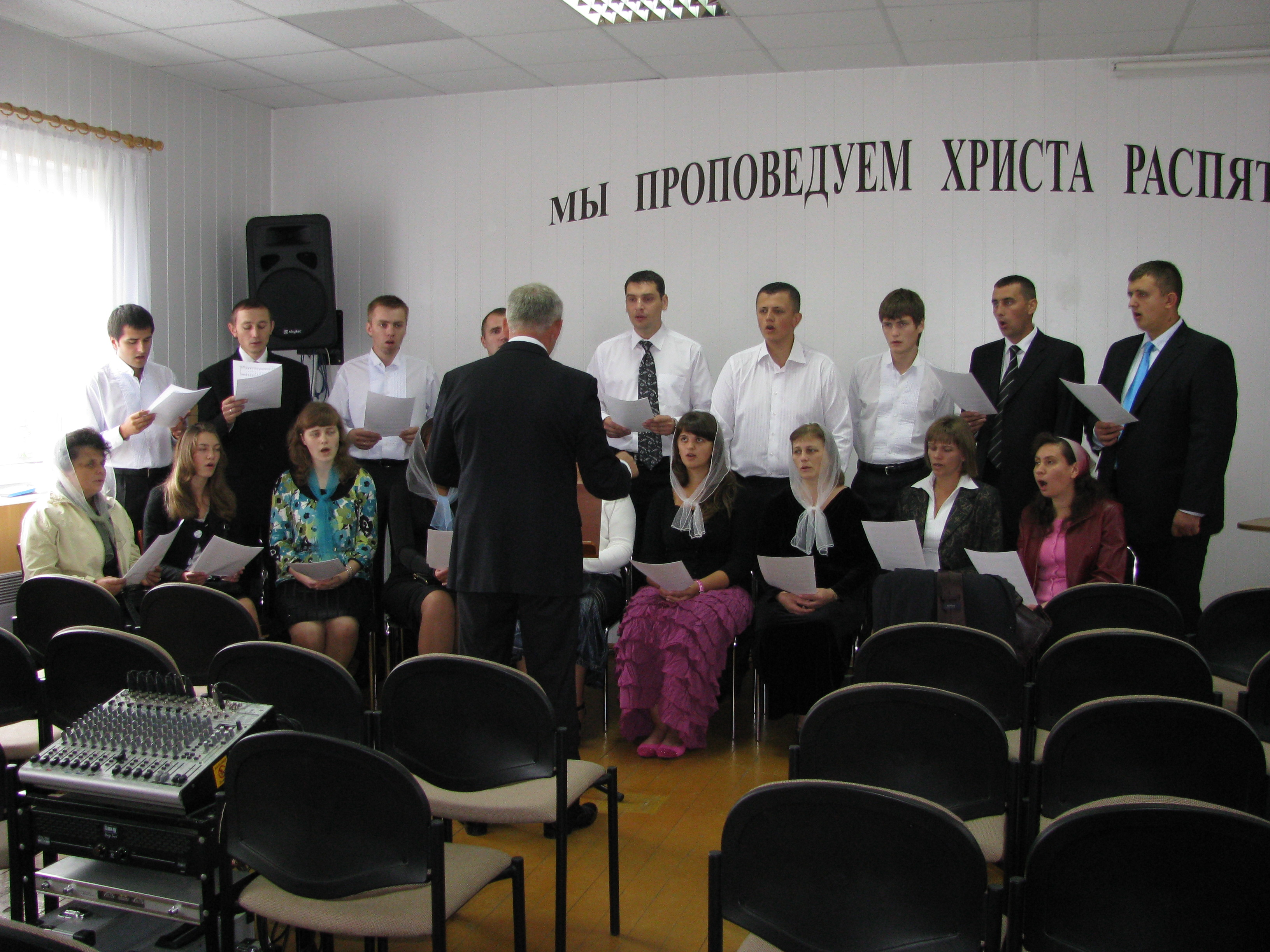
Zbór w Dubiczach Cerkiewnych

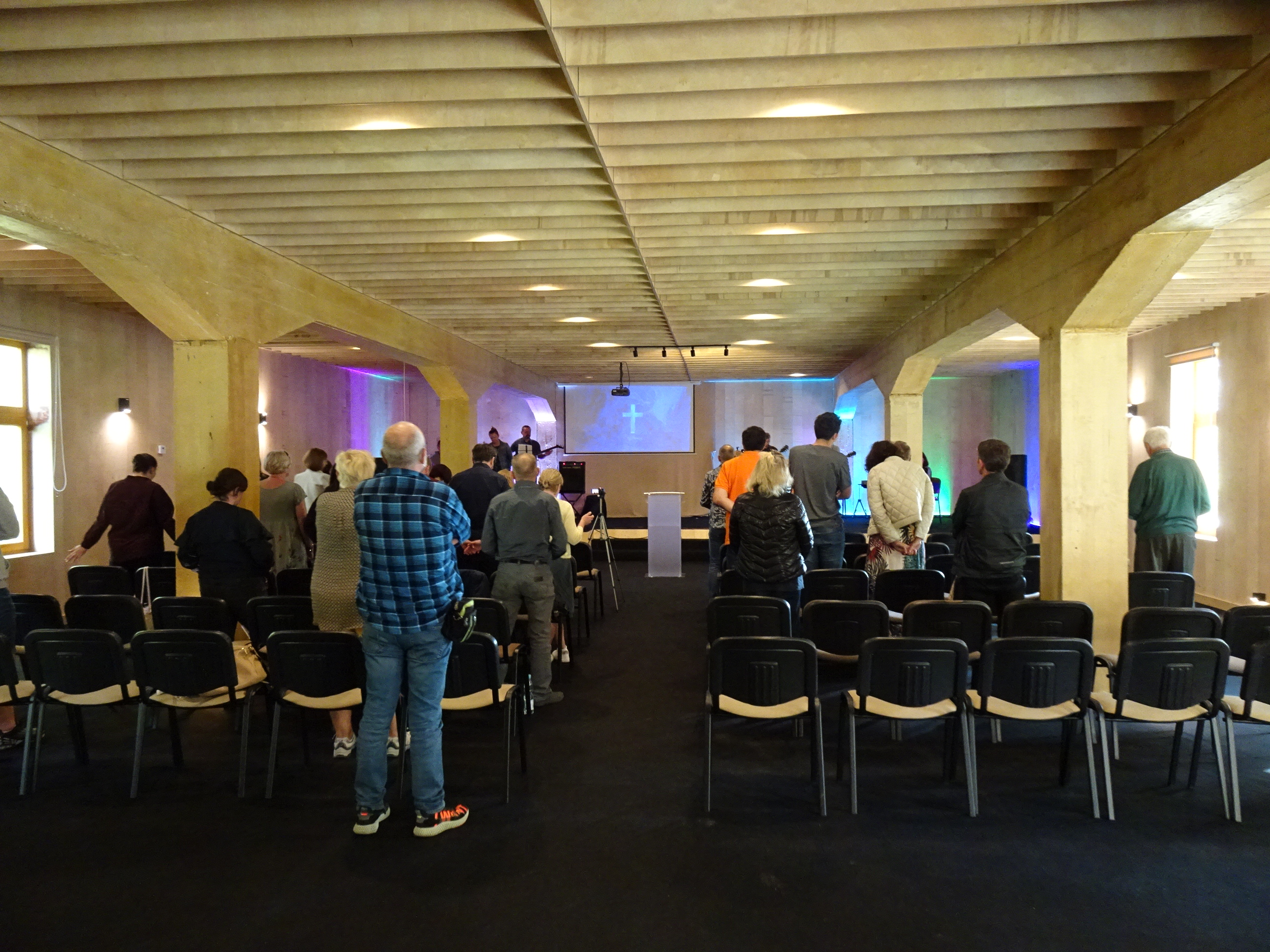
zbór w Węgorzewie

Lista zborów okręgu północnego (w nawiasie nazwa zboru):
- zbór w Bartoszycach (Jezusa Chrystusa)
- zbór w Białowieży
- zbór w Białymstoku (pierwszy)
- zbór w Białymstoku („Dobra Nowina”)[2]
- zbór w Bielsku Podlaskim
- zbór w Biskupcu
- zbór w Dubiczach Cerkiewnych
- zbór w Elblągu („Nowe Życie”)
- zbór we Fromborku („Parakletos”)
- zbór w Giżycku
- zbór w Gołdapi
- zbór w Hajnówce
- zbór w Iławie („Betezda”)
- zbór w Kętrzynie („Betel”)
- zbór w Łomży („Słowo Życia”)
- zbór w Mikołajkach („Emaus”)
- zbór w Morągu („Syloe”)
- zbór w Mrągowie
- zbór w Nowosadach
- zbór w Olsztynie („Twoja Przystań”)
- zbór w Olsztynie („Słowo Życia”)
- zbór w Pasłęku
- zbór w Piszu
- zbór w Suwałkach
- zbór w Szczytnie („Betel”)
- zbór w Węgorzewie (Jezusa Chrystusa)